# Epitimos
Epitimos (altgriechisch Ἐπίθιμος) war ein attischer Töpfer, tätig in der Mitte des 6. Jahrhunderts v. Chr. in Athen. Er zählt zu den Kleinmeistern.
Von seiner Hand haben sich drei mit EPITIMOS EPOIESEN signierte Kleinmeister-Schalen in Kopenhagen (Nationalmuseum 13966), New York (Metropolitan Museum of Art 25.78.4) und Malibu (J. Paul Getty Museum 86.AE.157) erhalten, die von Lydos in seiner Spätzeit bemalt worden sind (siehe Epitimos-Maler).